# Zyprischer Fußballpokal 1976/77
Der Zyprische Fußballpokal 1976/77 war die 35. Austragung des zyprischen Pokalwettbewerbs. Er wurde vom zyprischen Fußballverband ausgetragen. Das Finale fand am 12. Juni 1977 im GSP-Stadion von Nikosia statt.
Pokalsieger wurde Olympiakos Nikosia. Das Team setzte sich im Finale gegen Alki Larnaka durch. Olympiakos qualifizierte sich durch den Sieg für den Europapokal der Pokalsieger 1977/78.
Alle Begegnungen wurden in einem Spiel ausgetragen. Bei unentschiedenem Ausgang wurde das Spiel um zweimal 15 Minuten verlängert. Stand danach kein Sieger fest, folgte ein Wiederholungsspiel auf des Gegners Platz. Endete auch dies unentschieden, gab es eine Verlängerung und gegebenenfalls ein Elfmeterschießen.

## Teilnehmer
| First Division (16) | First Division (16) | Second Division (14) | Second Division (14) | Third Division (12)                                                                                    | Third Division (12) |
| --- | --- | --- | --- | --- | --- |
| - Alki Larnaka - AEL Limassol - Anorthosis Famagusta - APOEL Nikosia - Apollon Limassol - Aris Limassol - ASIL Lysi - Chalkanoras Idaliou | - Digenis Akritas Morphou - Enosis Neon Paralimni - EPA Larnaka - Evagoras Paphos - Nea Salamis Famagusta - Olympiakos Nikosia - Omonia Nikosia - Pezoporikos Larnaka | - AEM Morphou - APOP Paphos - ENAD Ayiou Dometiou - Ermis Aradippou - Ethnikos Achnas - Ethnikos Assia - Iraklis Gerolakkou | - Keravnos Strovolou - Neos Aionas Trikomou - Omonia Aradippou - Orfeas Nikosia - Othellos Athienou - PAEEK Kyrenia - Panthenon Zodeia | - Achilleas Kaimakli - Adonis Idaliou - AEK Famagusta - AEK Kythreas - Akritas Chlorakas - ASOB Vatili | - Anagennisi Deryneia - Enosis Neon THOI Lakatamia - Doxa Katokopia - Ethnikos Asteras Limassol - Faros Akropolis - Olimpiada Neapolis |

## Vorrunde
Für diese Runde wurden 8 Teams der First Division, 7 Teams der Second Division und 5 Teams der Third Division gelost.
|                         | Ergebnis |                       |
| ----------------------- | -------- | --------------------- |
| AEL Limassol            | 11:00    | Doxa Katokopia        |
| ASIL Lysi               | 3:4      | Adonis Idaliou        |
| Digenis Akritas Morphou | 5:0      | Achilleas Kaimakli    |
| Ermis Aradippou         | 4:2      | AEK Famagusta         |
| Iraklis Gerolakkou      | 1:2      | EPA Larnaka           |
| AEK Kythreas            | 0:7      | Alki Larnaka          |
| Neos Aionas Trikomou    | 2:6      | Evagoras Paphos       |
| Othellos Athienou       | 0:1      | Enosis Neon Paralimni |
| Orfeas Nikosia          | 0:1      | Keravnos Strovolou    |
| PAEEK Kyrenia           | 0:8      | Pezoporikos Larnaka   |

## 1. Runde
8 Vereine der First Division, 7 Vereine der Second Division und 7 Vereine der Third Division stiegen in dieser Runde ein.
|                            | Ergebnis |                       |
| -------------------------- | -------- | --------------------- |
| Adonis Idaliou             | 2:1      | Ermis Aradippou       |
| AEL Limassol               | 0:3      | Enosis Neon Paralimni |
| Alki Larnaka               | 3:0      | Akritas Chlorakas     |
| APOEL Nikosia              | 6:0      | Faros Akropolis       |
| Apollon Limassol           | 13:10    | ASOB Vatili           |
| APOP Paphos                | 02:0 1   | Panthenon Zodeia      |
| Omonia Aradippou           | 1:2      | Anorthosis Famagusta  |
| Ethnikos Achnas            | 1:6      | Omonia Nikosia        |
| Digenis Akritas Morphou    | 1:0      | Keravnos Strovolou    |
| Ethnikos Asteras Limassol  | 0:6      | Evagoras Paphos       |
| ENAD Ayiou Dometiou        | 1:3      | Aris Limassol         |
| EPA Larnaka                | 2:1      | AEM Morphou           |
| Enosis Neon THOI Lakatamia | 4:0      | Olimpiada Neapolis    |
| Olympiakos Nikosia         | 5:0      | Anagennisi Deryneia   |
| Pezoporikos Larnaka        | 3:0      | Chalkanoras Idaliou   |
| Nea Salamis Famagusta      | 2:0      | Ethnikos Achnas       |

## 2. Runde
|                            | Ergebnis  |                         |
| -------------------------- | --------- | ----------------------- |
| Adonis Idaliou             | 1:4       | Apollon Limassol        |
| APOEL Nikosia              | 2:2 n. V. | Enosis Neon Paralimni   |
| Aris Limassol              | 0:2       | Anorthosis Famagusta    |
| EPA Larnaka                | 1:0       | Nea Salamis Famagusta   |
| Evagoras Paphos            | 0:3       | Alki Larnaka            |
| Enosis Neon THOI Lakatamia | 0:1       | Digenis Akritas Morphou |
| Omonia Nikosia             | 1:2 n. V. | Olympiakos Nikosia      |
| Pezoporikos Larnaka        | 1:0       | APOP Paphos             |

### Wiederholungsspiel
|                       | Ergebnis |               |
| --------------------- | -------- | ------------- |
| Enosis Neon Paralimni | 1:0      | APOEL Nikosia |

## Viertelfinale
|                       | Ergebnis  |                         |
| --------------------- | --------- | ----------------------- |
| Alki Larnaka          | 4:1       | EPA Larnaka             |
| Apollon Limassol      | 2:1 n. V. | Digenis Akritas Morphou |
| Enosis Neon Paralimni | 1:2       | Olympiakos Nikosia      |
| Pezoporikos Larnaka   | 0:0 n. V. | Anorthosis Famagusta    |

### Wiederholungsspiel
|                      | Ergebnis |                     |
| -------------------- | -------- | ------------------- |
| Anorthosis Famagusta | 1:3      | Pezoporikos Larnaka |

## Halbfinale
|                    | Ergebnis  |                     |
| ------------------ | --------- | ------------------- |
| Alki Larnaka       | 1:0       | Pezoporikos Larnaka |
| Olympiakos Nikosia | 2:0 n. V. | Apollon Limassol    |

## Finale
| Paarung            | Olympiakos Nikosia – Alki Larnaka |
| Ergebnis           | 2:0 (1:0) |
| Datum              | 12. Juni 1977 |
| Stadion            | GSP-Stadion, Nikosia |
| Tore               | 1:0 Giorgos Aristeidou (12.) 2:0 Nikos Kikas (88.) |
| Olympiakos Nikosia | Christakis Adamou – Andreas Papageorgiou „Pappas“, Filippos Kalotheou, Chrysanthos Lagos „Facchetti“ – Sotirakis Georgiou, Giorgos Aristidou, Nikos Kikas – Panagiotis Prodromou (68. Nikos Mavris), Panikos Efthymiadis, Loukas Kosta (81. Kostas Tsouris), Panikos Konstantinou. |
| Alki Larnaka       | Giorgos Perikleous – Yokas, D. Fantousis, Spyrou – Marios Panagiotou, Giorgos Andreou, Tony Fantousis (60. Panais), Aggelis (50. Marios Ioannou) – D. Panagiotou, Antonakis, Theodosiou.                                                                                           |